# Рено, Брент
Брент Энтони Рено (англ. Brent Anthony Renaud; 2 октября 1971, Мемфис, Теннесси, США — 13 марта 2022, Ирпень, Киевская область, Украина) — американский журналист (фотожурналист), писатель, режиссер документальных фильмов.
Брент Рено работал со своим братом Крейгом Рено над созданием фильмов для таких каналов, как HBO и Vice News, а также был сотрудником The New York Times. 13 марта 2022 года начальник полиции Киевской области Андрей Небытов заявил, что Рено был убит в пригороде под Киевом, когда освещал вторжение России на Украину.

## Биография
Рено жил и работал в Нью-Йорке и городе Литл-Рок, штат Арканзас. Брент Рено и его брат Крейг создали серию фильмов и телевизионных программ, в основном сосредоточенных на гуманистических историях из горячих точек мира. Они освещали войны в Ираке и Афганистане, землетрясение 2010 года на Гаити, политические кризисы в Египте и Ливии, конфликты в Африке, мексиканскую нарковойну и кризис беженцев в Центральной Америке. Они получили несколько наград в области телевидения и журналистики, включая премию Пибоди в 2015 году за видеосериал «Last Chance High». Братья сняли документальный фильм Meth Storm, выпущенный в 2017 году HBO Documentary Films. В 2019 году Рено стал приглашённым лектором в Арканзасском университете. Рено был стипендиатом премии Немана 2019 года. Вместе с братом он был стипендиатом Пулитцеровского центра. Они также основали Little Rock Film Festival.

## Смерть
13 марта по дороге в Ирпень попал под обстрел и был убит во время сбора материалов для проекта издания Time о беженцах. Итальянский корреспондент Аннализа Камилли рассказала Associated Press, что фотожурналист Хуан Арредондо, коллега погибшего, у которого она взяла интервью в киевской больнице Охматдет, сообщил, что он и Рено производили съёмку беженцев, спасающихся из этого района. По словам Арредондо их автомобиль подвергся обстрелу, когда они приблизились к российскому блокпосту и стрельба не прекращалась даже когда водитель развернулся. Сам Арредондо, при остановке на блокпосте, был ранен в поясницу. При этом в своей статье в журнале Internazionale Камилли отметила, что Даниил Шаповалов, врач больницы, сообщил, что Рено «получил пулю в затылок и скончался мгновенно», а также подчеркнула, что хотя украинская сторона обвинила в стрельбе российскую, тем не менее, «дальнейшее развитие случившего пока не ясно», поскольку «по словам репортёров, находившихся в то время в этом же районе, здесь уже несколько дней идут ожесточённые бои, ведётся стрельба из миномётов и летают пули».
Это было первое сообщение о гибели иностранного журналиста во время войны в Украине 2022 года. Президент Украины Владимир Зеленский в своем обращении прокомментировал инцидент как «сознательное нападение российских военных».

## Фильмография
| Фильмография Брента Рено | Фильмография Брента Рено                   | Фильмография Брента Рено |
| Год                      | Название                                   | Примечания               |
| ------------------------ | ------------------------------------------ | ------------------------ |
| 2004                     | Off to War                                 | 1                        |
| 2007                     | Little Rock Central: 50 Years Later        |                          |
| 2009                     | Warrior Champions: From Baghdad to Beijing |                          |
| 2015                     | Last Chance High                           |                          |
| 2017                     | Meth Storm                                 |                          |
| 2018                     | Shelter                                    |                          |

Источник: IMDB